# 达托·马尔萨吉什维利
达托·马尔萨吉什维利（1991年3月30日—），格鲁吉亚男子摔跤运动员。他曾代表格鲁吉亚参加2012年夏季奥林匹克运动会摔跤比赛，获得男子自由式84公斤级铜牌。